# Vérificateur Général du Mali
Der Vérificateur Général (Végal, dt.: Generalprüfer) ist ein Amt in Mali. Der Vérificateur Général ist beauftragt mit dem Audit der öffentlichen Finanzen.

## Rechtsgrundlage
Das Amt wird definiert durch das Gesetz n° 03-030 vom 25. August 2003. Es ist geschaffen nach dem Vorbild des Vérificateur Général du Canada. Das Amt ist unabhängig von Parlament und Regierung.
Jeder Bürger kann sich an den Vérificateur Général wenden. Und der Vérificateur Général muss jährlich dem Präsidenten, dem Premierminister und dem Präsidenten der Nationalversammlung Bericht erstatten.

## Geschichte
Die Vérificateurs Généraux waren Sidi Sosso Diarra (2004–2011), Amadou Ousmane Touré (2011–2018), Samba Alhamdou Baby (2018–). Der Bericht von 2005 zeichnet ein kompromissloses Bild der Korruption in Mali und der Misswirtschaft. Sein besonderes Interesse galt einigen Ministerien, dem Bürgermeisteramt des Bezirks Bamako und einigen großen Telekommunikationsunternehmen.
Der Bericht 2006 erwähnt ein Defizit von mehr als 102 Milliarden CFA-Francs für den malischen Staat zwischen 2002 und 2006. Unter anderem wurden mehrere staatliche Dienste und Verwaltungsabteilungen geprüft, ebenso das Zehnjahresprogramm für die Entwicklung von Gesundheits- und Sozialdiensten, das Sektorinvestitionsprogramm in Bildung, das Polyzentrische Sozialforum von Bamako, die Krankenhäuser von Point G und Kati, das Office du Niger.
Der malische Staatshaushalt für 2012, der ursprünglich 226 Millionen Euro betrug, wurde nach drastischen Haushaltskürzungen nach dem Militärputsch in Mali 2012, der zu einem Rückgang der internationalen Hilfe führten, auf 150 Millionen Euro gekürzt.